# احمد نیک‌آذر
احمد نیک‌آذر (زادهٔ ۱۳۳۳، تهران) کارگردان، تهیه‌کننده، بازیگر و نویسنده اهل ایران است. مفصّل‌ترین کار او مجموعه مستند ریشه‌ها است که از گفتگو با بزرگان فرهنگ و ادب معاصر ایران ضبط شده‌است. عضو هیات دبیران کانون نویسندگان ایران در تبعید

## زندگی
احمد نیک‌آذر متولد ۱۳۳۳ تهران است. وی فعالیت هنری را از سال ۱۳۴۶ با بازی در تئاتر شروع کرد و از سال ۱۳۵۲ به نویسندگی و کارگردانی نمایش نیز پرداخت. او در راه اندازی سینمای جوان تهران و کلوپ سینمایی سینما تئاتر کوچک تهران، نقش فعالی داشت. فعالیت در سینمای حرفه‌ای را از سال ۱۳۶۲ با فیلم پرونده ساختهٔ مهدی صبّاغ‌زاده به عنوان بازیگر و دستیار کارگردان آغاز کرد.

## فیلم‌ها
- ریشه‌ها
- مقاومت (۱۳۶۵ کارگردان تهیه‌کننده)
- سامان (۱۳۶۴ کارگردان نویسنده)
- آن سفرکرده (۱۳۶۳ کارگردان تهیه‌کننده)
- پرونده (۱۳۶۲ دستیار کارگردان بازیگر)